# Su e giù per le montagne
Su e giù per le montagne è un album della cantante italiana Gigliola Cinquetti, pubblicato dalla CGD nel 1972.

## Tracce
- LP (CGD, FGL 5114, )

### Lato A
1. Il povero soldato – 3:25
2. Quel mazzolin di fiori – 2:05
3. La mula de Parenzo – 2:15
4. Bombardano Cortina – 1:15
5. C'erano tre sorelle – 1:55
6. Vinassa vinassa – 2:00
7. Ninna nanna – 1:45
8. La blonde – 1:40

Durata totale: 16:20

### Lato B
1. Alla moda dei montagnon – 2:31
2. Addio mia bella addio – 1:43
3. Bevè, bevè compare – 1:35
4. Gran dio del cielo – 2:01
5. Se ben che son dai monti – 2:11
6. Sul cappello che noi portiamo – 2:14
7. L'allegrie – 1:31
8. Il testamento del capitano – 3:18

Durata totale: 17:04

## Formazione
- Gigliola Cinquetti – voce
- Ernesto Massimo Verardi – chitarra
- Mario Battaini – fisarmonica
- Giorgio Azzolini – contrabbasso
- Paola Orlandi – cori